# Wietchinin
Wietchinin – wieś w Polsce położona w województwie wielkopolskim, w powiecie tureckim, w gminie Turek.
Od 1 stycznia do 12 października 1973 w gminie Kawęczyn. W latach 1975–1998 miejscowość administracyjnie należała do województwa konińskiego.